# Kubuta
Kubuta ist ein Inkhundla (Verwaltungseinheit) im Norden der Region Shiselweni in Eswatini. Es ist 229 km² groß und hatte 2007 gemäß Volkszählung 6922 Einwohner.

## Geographie
Das Inkhundla liegt im Norden der Region Shiselweni, an der Ostgrenze zur Region Lubombo. Dort befindet sich auch das Quellgebiet des Flusses Sibowe. Hauptverkehrsader ist die MR 25.

## Gliederung
Das Inkhundla gliedert sich in die Imiphakatsi (Häuptlingsbezirke) Ezishineni, KaGwebu, Kakholwane, KaMbhoke, KaNdlovu, KaPhunga, Ngobolweni und Nhlalabantfu. 